# Tschechisch-Deutsche Kulturtage
Die Tschechisch-Deutschen Kulturtage sind eine Präsentation der tschechischen und deutschen Kunst und Kultur in der Euroregion Elbe/Labe. Auf deutscher Seite gelten sie als die größte Präsentation tschechischer Kultur im Ausland.

## Festivalkonzept
Ziel der Tschechisch-Deutschen Kulturtage ist es, den Menschen in der Euroregion Elbe/Labe die Kultur des jeweiligen Nachbarlandes näher zu bringen, um so das Verständnis füreinander zu verbessern und zu guten deutsch-tschechischen Beziehungen beizutragen. Es soll dabei auch die Identifikation mit dem gemeinsamen Grenzraum erhöht werden.
Die Kulturtage setzen dabei auf eine Mischung von bekannten und weniger bekannten Künstlern, auch mit starker soziokultureller Ausrichtung. Es werden jedes Jahr Veranstaltungen in den folgenden Genres angeboten:
- Klassik,
- Jazz/Folk,
- Rock/Pop/Alternative,
- Literatur,
- Theater/Puppentheater,
- Film,
- Bildende Kunst,
- Gesellschaft,
- Alltagskultur.

Das Festival umfasst jährlich zwischen 60 und 80 Veranstaltungen in einem Zeitraum von etwa zwei Wochen im Oktober oder November. Es wird regelmäßig von 6000 bis 10000 Gästen besucht.

## Organisation
Die Tschechisch-Deutschen Kulturtage werden hauptverantwortlich von der Euroregion Elbe/Labe auf der deutschen und vom Collegium Bohemicum aus Ústí nad Labem auf tschechischer Seite organisiert. Mitveranstalter sind die Landeshauptstadt Dresden, das Generalkonsulat der Tschechischen Republik in Dresden sowie die Brücke/Most-Stiftung.
Gefördert wird das Festival maßgeblich von der Kulturstiftung des Freistaates Sachsen, dem Deutsch-Tschechischen Zukunftsfonds, dem Kulturministerium der Tschechischen Republik sowie dem Goethe-Institut Prag. Weitere regelmäßige Förderer sind die Landeshauptstadt Dresden, die Ostsächsische Sparkasse Dresden und der Verkehrsverbund Oberelbe.

## Geschichte
Im Jahr 1999 veranstaltete die Brücke/Most-Stiftung erstmals die Tschechischen Kulturtage im deutschen Teil der Euroregion Elbe/Labe. Mitveranstalter waren das Tschechische Zentrum Dresden und die Landeshauptstadt Dresden. Nach der Schließung des Tschechischen Zentrums Dresden im Jahre 2010 hatte das Generalkonsulat der Tschechischen Republik in Dresden die Rolle des Mitveranstalters übernommen.
Seit 2007 wurden das Festival durch die Präsentation deutscher Kultur im tschechischen Teil der Euroregion Elbe/Labe (und einigen anderen Orten) ergänzt und trägt seitdem den heutigen Titel. Für die Organisation auf tschechischer Seite zeichnete seit 2007 das Collegium Bohemicum aus Ústí nad Labem verantwortlich.
Seit dem Jahr 2018 werden die Tschechisch-Deutschen Kulturtage auf deutscher Seite von der Euroregion Elbe/Labe organisiert, nachdem dies der Brücke/Most-Stiftung aus finanziellen Gründen nicht mehr möglich war. Diese ist weiterhin Mitveranstalterin.

## Tschechische Kulturtage in Freiburg im Breisgau
Am Stiftungsstandort Freiburg im Breisgau finden seit 2005 Tschechische Kulturtage statt, sie werden in Freiburg vom Brücke-Institut der Brücke/Most-Stiftung in Zusammenarbeit mit dem Tschechischen Zentrum München durchgeführt.